# Licuala mirabilis
Licuala mirabilis är en enhjärtbladig växtart som beskrevs av Caetano Xavier Furtado. Licuala mirabilis ingår i släktet Licuala och familjen Arecaceae. Inga underarter finns listade i Catalogue of Life.